# Pommes dauphine

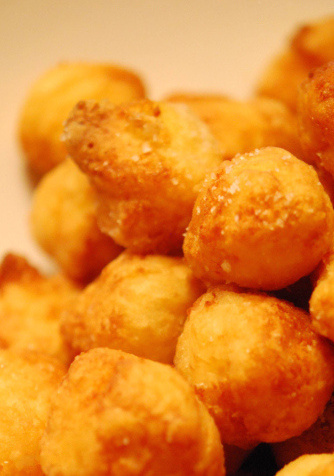
Pommes dauphine

Pommes dauphine, eigentlich Pommes à la dauphine (französisch Kartoffel Dauphiner Art), sind eine Speise aus Kartoffeln. Die Bezeichnung wird mit Thronfolgerart oder Kronprinzessinart ins Deutsche übersetzt.
Diese Zubereitungsform wurde benannt nach einer im französischen Königshaus gebräuchlichen Bezeichnung für den ältesten Sohn des Königs, den Dauphin bzw. der Gemahlin des Sohnes, der Dauphine.
Für die Zubereitung wird ein Teig aus jeweils gleichem Teil Krokettenmasse aus Kartoffeln und Brandmasse vermischt. Diese werden anschließend birnenförmig portioniert, mit Mehl, Ei und Paniermehl paniert und anschließend bei 170 bis 180 °C frittiert.
Unter Pommes dauphinois(e) oder Gratin dauphinois versteht man gratinierte Kartoffeln.